# Телес Мегарский
Телес Мегарский (греч. Τέλης; III век до н. э.) — философ
-киник, писал в жанре диатрибы, фрагментарно сохранилось семь произведений.

## Биография
Все данные известны косвенно, из его собственных произведений. Жил и учил он в Мегаре, но, возможно, родился в Афинах. Основал свою школу киников, в которую переманивал преподавателей из других школ. Рассуждая об изгнании, упоминает губернаторство Гиппомедона во Фракии при Птолемее III Эвергете (с 241 года до н. э.) и Хремонидову войну (260-е гг. до н. э.), то есть был современником этих событий.

## Философия Телеса
Деятельность философа приходится на 40-е годы III века до н. э. Известно, что он написал много диатриб, но сохранились (в отрывках) семь, общим объёмом около 30 страниц:
- Περὶ τοῦ δοϰεῖν ϰαὶ τοῦ εἶναι — О явлении и сущности
- Περὶ αὐταρκείας — Об автаркии
- Περὶ φυγῆς — Об изгнании
- Σύγκρασις πενίας καὶ πλούτου — О бедности и богатстве
- Περὶ τοῦ μὴ εἶναι τέλος ἡδονήν — О том, что удовольствие не является целью жизни
- Περὶ περιστάσεων — О превратностях судьбы
- Περὶ ἀπαθείας — Об апатии

Телеса не считают выдающимся философом ни в литературном, ни в собственно философском смысле. Однако следует учитывать, что Стобей цитирует Телеса из упоминаний у некоего Теодора, то есть известные фрагменты — это пересказ пересказа с возможным двухкратным редактированием. Ценность Телеса в другом: его сочинения — самые ранние известные нам диатрибы, которые к тому же сохранили высказывания Биона, Диогена и других киников.
Краткое содержание диатриб и цитаты:
«Об явлении и сущности» — человеку лучше быть кем-либо, чем казаться.
«Об автаркии» — «не следует пытаться изменять обстоятельства, а лучше самому подготовить себя к любому обороту событий, как это делают моряки. Ведь они не прилагают усилия, чтобы изменить ветры или состояние морей, но готовы к тому, чтобы примениться к ним».
«Об изгнании» — «Каких же благ лишает человека изгнание, причиной каких несчастий оно является? Что касается меня, я этого не знаю. Это мы сами часто себя закапываем, независимо от того, находимся ли мы в изгнании или на родине».
«О бедности и богатстве» — «философией увлекаются главным образом люди несостоятельные… богачи именно по вине… своего богатства постоянно пребывают в тревогах и заботах».
«О том, что удовольствие не является целью жизни» — «не понимаю, как можно прожить счастливую жизнь, если считать счастьем одни лишь удовольствия».
«О превратностях судьбы» — «Разумный человек должен хорошо играть любую роль, которую она [судьба] ему предназначит».
«Об апатии» — «счастлив только тот, кто не знает страстей и тревог»; «Жизнь сама по себе, как и смерть, ни дурна, ни прекрасна. Жизнь прекрасно прожить и умереть ты сумей».